# Писемский, Григорий Фёдорович
Григорий Фёдорович Писемский (1862—1937) — врач, гинеколог, профессор Московского университета. 

## Биография
Происходил из потомственных почётных граждан. Начальное образование получил в приходском и городском училищах, среднее — в Киевской 2-й гимназии. В 1888 году окончил медицинский факультет университета Св. Владимира в Киеве. Работал ординатором Киевской акушерской клиники Рейна (1888—1893), ординатором гинекологического отделения Киевской Кирилловской больницы. Защитил в Военно-медицинской академии диссертацию «К вопросу об иннервации матки» (1904) и получил степень доктора медицины. Заведовал гинекологическим отделением Киевской городской больницы (1903—1913). 
В 1914—1915 гг. — сверхштатный экстраординарный профессор Московского университета по кафедре акушерства, женских и детских болезней, заведующий акушерской клиникой университета. В 1915—1917 гг. — директор Надеждинского родовспомогательного заведения в Санкт-Петербурге. 
В 1920 году переехал в Киев, где заведовал кафедрой акушерства и гинекологии Киевского медицинского института и был директором акушерской клиники Клинического института. Заведующий кафедрой акушерства и гинекологии в Институте усовершенствования врачей (1920—1937). 
В 1930—1934 гг. — научный руководитель Института охраны материнства и младенчества.
Председатель Украинского и Киевского обществ акушеров-гинекологов, почётный член Московского акушерско-гинекологического общества, участвовал в украинских, всероссийских, всесоюзных и международных съездах акушеров-гинекологов. Член президиума Научного совета Наркомздрава Украины. Заслуженный деятель науки УССР (1935).

## Научная деятельность
Г. Ф. Писемский является автором около 60 работ на русском и иностранных языках. Наиболее важные — анатомическое исследование об иннервации матки и монография о дермоидах брюшных стенок (1915). Большинство работ посвящено оперативной гинекологии, в их числе:
- «Очерки развития хирургической гинекологии и её главнейшие задачи» (Киев, 1908)
- К вопросу об осложнениях после гинекологических операций (Киев, 1912)
- Заболевания маточных труб (Л., 1927)